# Koło środkowe
Ten artykuł opisuje zagadnienie koszykarskie zgodne z normami FIBA.
Zasady w ligach NBA, NCAA lub innych mogą różnić się od tutaj przedstawionych.

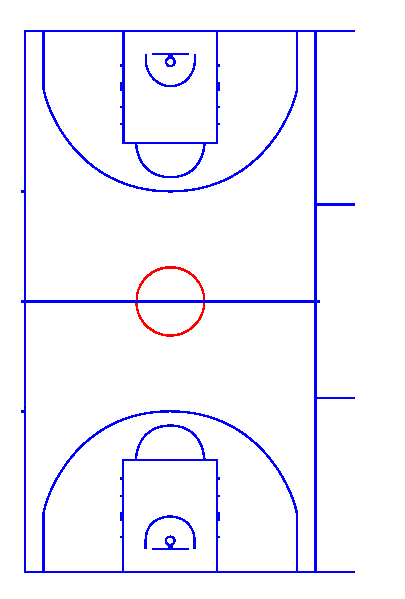
Na czerwono zaznaczone jest koło środkowe boiska

Koło środkowe – w koszykówce obszar na boisku znajdujący się dokładnie na jego środku. Przedłużeniem średnicy koła prostopadłej do linii bocznych boiska jest linia środkowa boiska. Promień koła środkowego wynosi 180 centymetrów (licząc wraz z zewnętrzną krawędzią koła). 
Wnętrze koła zazwyczaj pozostaje niezamalowane. Jeśli jednak zostanie zamalowane, to kolor we wnętrzu powinien być taki sam jak kolor obszarów ograniczonych.
Wewnątrz koła stoi na rozpoczęciu pierwszej kwarty meczu stoi dwóch zawodników. Odbywa się tzw. rzut sędziowski.